# Йерапетра
Йерапетра (на гръцки: Ιεράπετρα) е град в южна Гърция, разположен в югоизточната част на остров Крит, област Ласити, център на община Йерапетра. Населението на града според преброяването през 2011 г. е 12 355 души. Той е четвъртият по големина град на остров Крит и най-южният град в Гърция и Европа. Сред забележителностите на Йерапетра са остров Хриси и гората на Селакану. Има и доста обекти от минойската цивилизация, като Гурния, Пиргос, Василики, Епископи и Анатоли.

## Население
Численост на населението според преброяванията през годините:
- 1991 – 9 884 души
- 2001 – 11 877 души
- 2011 – 12 355 души

### Българска общност
Сдружението на българите на остров Крит е дружеството, което открива Български културно–информационен център в града, към което се открива Българско неделно училище „Гина Кунева“.